# Blue Ridge Summit
Blue Ridge Summit è un census-designated place (CDP) degli Stati Uniti d'America, situato nello stato della Pennsylvania, nella contea di Franklin. La cittadina è nota soprattutto per essere il luogo di nascita di Wallis, duchessa di Windsor.